# 경주 노서동 석불입상
경주 노서동 석불입상(慶州 路西洞 石佛立像)은 대한민국 경상북도 경주시 노서동에 있는 석불입상이다. 1985년 8월 5일 경상북도의 문화재자료 제11호로 지정되었다.

## 개요
경상북도 경주시 노서동에 있는 이 석불은 문헌에는 삼랑사(三郞寺) 남쪽 남항사(南巷寺)터에 있었던 것으로 기록되어 있다.
전설에 의하면 신라 효소왕(재위 692∼702) 때 삼랑사 주지 경흥(憬興)이 병이 들었는데, 한 여승이 11가지 보살 모습으로 나타나 해학적인 춤을 추는 것을 보고 병이 낫게 되었다고 한다. 그 여승이 사라진 곳이 남항사로 전해지는데, 남항사는 신라 효소왕 이전에 세워진 것으로 추정된다.
불상의 얼굴은 파손되어 알아볼 수 없으며, 발목 부분은 땅에 묻혀 있다. 불상의 뒤에는 부처의 몸에서 나오는 빛을 형상화한 둥근 광배(光背)가 표현되어 있다. 가는 허리와 당당한 어깨, 광배 그리고 옷주름의 모양 등을 통해 통일신라의 전형적인 석불임을 알 수 있다.

## 참고 자료
- 경주노서동석불입상 - 국가유산청 국가유산포털